# Skuggsamhälle
Skuggsamhälle är en del av samhället som existerar bredvid välfärdsstaten. Människor i skuggsamhället är utlämnade åt sig själva och, om de alls har arbeten, åt sina arbetsgivare. Deras intressen beaktas inte i fackliga överenskommelser och sällan heller i politiken. De får inte rösta i allmänna val och är i hög grad exkluderade från offentlig välfärd och service.
Det är oklart hur stort skuggsamhället är men enligt en artikel från NGO:n Röda korset ökar antalet människor i skuggsamhället både i Sverige och hela Europa. Migrationsverket angav 2018 att mellan 30 000 och 50 000 människor lever i Sverige utan tillstånd, en siffra som enligt Migrationsverket kan komma att öka kraftigt i framtiden. En stor och ökande grupp är de som har kommit till Sverige som asylsökande och inte lämnat landet när de har fått avslag. Av de som saknar uppehållstillstånd i Sverige som polisen upptäcker vid arbetsplatskontroller, så är cirka hälften helt okända för myndigheterna. De har tagit sig in i landet främst av ekonomiska skäl.
I sin bok "Vi, Skuggorna" skriver journalisten Elinor Torp (arbetsmiljöreporter på Dagens Arbete) att människor i skuggsamhället kan vara illegala invandrare och EU-migranter och att de främst arbetar i branscher som bygg, transport, städ och restaurang. De bor under väldigt enkla förhållanden (t.ex. i en källare eller i ett garage) och saknar ofta tillgång till samhällets skyddsnät. Enligt Jerk Wiberg, spaningsgruppschef vid gränspolisen, kan det bo 12-15 personer i en tvårumslägenhet där var och en måste betala mellan 2 000 och 4 000 kr i månadshyra. På arbetsplatserna är det vanligt med jobb dygnet runt varje dag i veckan till en lön på ett par tusenlappar i månaden. Anledningen att människorna stannar kvar i Sverige är dels för att även en låg lön här är mycket högre än lönen i deras hemländer och dels att de i vissa fall inte får ut sin lön vilket gör att de inte kan resa tillbaka.  
Det är sällan att svenska företag eller kommuner direkt anlitar verksamheter som är en del av skuggsamhället utan detta sker i regel indirekt via "långa entreprenörskedjor". Det kan handla om en offentlig upphandling som ett byggbolag vinner och som sedan i sin tur går via flera underleverantörer där leverantören längst ner i kedjan hyr in personal från ett land utanför EU. Enligt Elinor Torp skapar detta problem för företag som vill klara sig på laglig väg men som istället blir utkonkurrerade av företag som använder illegal arbetskraft.
Elinor Torp menar att "skuggsamhället" började växa fram strax efter Alliansregeringens tillträde. 2007 lades Arbetslivsinstitutet ner och Arbetsmiljöverket drabbades av nedskärningar vilket minskade kontrollerna på arbetsplatserna. Ett år senare underlättades för arbetskraftsinvandring och ytterligare ett år senare förändrades reglerna för F-skattesedel, nu behövde företag inte längre anställa folk utan kunde behandla dem som egna företagare. 2010 slopades revisionsplikten för aktiebolag, dvs. 70% av alla svenska bolag och 2013 slutade skatteverket kontrollera om arbetstagare från utanför EU hade arbetstillstånd. Högkonjunkturen och byggboomen fr.o.m. 2014 ökade behovet av arbetskraft inom byggbranschen vilket utökade "skuggsamhället". 2015 gjordes ytterligare nedskärningar på Arbetsmiljöverket vilket minskade antalet kontroller på arbetsplatser ännu mer. Sedan 2017 har lagarna skärpts igen, t.ex. infördes krav på arbetstillstånd och företag måste numera skicka in kontrolluppgifter en gång i månaden, dock omfattas utländska bolag inte av de nya lagarna. Polisen har fått större möjligheter att kontrollera branscher som använder sig av mycket illegal arbetskraft.
Socialarbetaren Carin Flemström beskriver villkoren för en annan grupp inom skuggsamhället. Många afghanska medborgare som sökte asyl år 2015 har stannat i Sverige sedan de fått avslag på sina ansökningar efter att asyllagstiftningen år 2016 skärpts med retroaktiv verkan. Enligt Flemström är deras skäl att stanna i Sverige inte ekonomiska utan en fråga om att alls överleva. De har mycket små möjligheter att försörja sig i Sverige men väljer ändå detta framför en upplevd risk att dödas eller tvingas att döda andra om de låter sig utvisas. Många får viss hjälp från civilsamhället, andra jobbar svart under slavliknande villkor och risken är stor att de hamnar i kriminalitet eller prostitution.